# ワーガルルモン
ワーガルルモンは
1. 『デジタルモンスター』シリーズに登場する架空の生命体・デジタルモンスターの一種。
2. 『デジモンアドベンチャー』の登場人物・ガブモンの完全体。

## 概要
ペンデュラム3・ナイトメアソルジャーズで初登場。つまり狼男。ただし、『デジモンワールド』には改造ツールなどを使って「月光の鏡」という「ウェアガルルモン」に進化させるアイテムが入手できることからその段階で制作されていた可能性もある。
モチーフはワーウルフ。狼をモチーフにしたデジモンであるガルルモンをそのまま獣人にしたような外見をしている。ただし、ガルルモンとは顔の模様が若干違う。
髑髏がプリントされた青のジーンズ（黒色種では迷彩柄）と身体の至るところに装着された革のような材質の防具と左拳のメリケンサックがデザイン上の特徴。

## 種族としてのワーガルルモン
ガルルモンが進化し二足歩行するようになった狼男のような獣人型デジモン。ガルルモンと比べスピードはなくなったが跳躍力が増し、強烈なキックが繰り出せるようになっている。

### 基本データ
- 世代/完全体
- タイプ/獣人型
- 属性/ワクチン種
- 必殺技/カイザーネイル
- 得意技/円月蹴り、ボールディブロー、ガルルキック
- 勢力/ナイトメアソルジャーズ

必殺技
カイザーネイル
空高く飛んで襲い掛かり、敵を両手の爪で切り裂く。

### ウィルス種
- 世代/完全体
- タイプ/獣人型
- 属性/ワクチン種
- 必殺技/カイザーネイル

他のウィルス種のガブモン系統のデジモンと同じく黒色になり、ズボンが迷彩柄になる。卑怯な性格。

### X抗体版
- 世代/完全体
- タイプ/獣人型
- 属性/ワクチン種
- 必殺技/カイザーネイル

体格が倍近く大きくなってよりパワフルな体付きになっており、優れた脚力を持つ脚から繰り出されるキックは重量級のデジモンも吹き飛ばす。手足に薄手に作られた軽量なクロンデジゾイド製の装備が装着されている。忠義心も篤く、いざという時にはその体を主人の盾として戦うこともある。

### ワーガルルモン：サジタリウスモード
- 世代/完全体
- タイプ/獣人型
- 属性/ワクチン種

必殺技/カウスラッガー、アルナスショット、カイザーネイル
アニメ『デジモンアドベンチャー:』で初登場。ガルルモンからの進化で失った敏捷性を補える機動装備「サジタリウス」を身につけた姿。「サジタリウス」のブースター機能による高速移動と飛行能力に加え射撃能力を獲得し、信義に厚い性格は変わらずどんな窮地でも主人を救い出す、より確実性を増した戦場のプロフェッショナルへと進歩した。必殺技は、「サジタリウス」より射出した鋭い刃が弧を描きながら敵へ向かう「カウスラッガー」と、的確に急所を狙い撃つ二連のレーザー砲「アルナスショット」によって、獲物を得意な戦況へと誘い込む。
2020年11月2日にデジモンウェブのデジモン図鑑に追加され、詳細設定が判明した。

### 亜種・関連種・その他
メタルガルルモン
ワーガルルモンが進化した個体。
ガルルモン
ワーガルルモンに進化する前の個体。

## 登場人物としてのワーガルルモン
- デジモンフロンティア - 第18話と第45話でウィルス種が登場。声は中田譲治。